# Roxane Hayward
Roxane Hayward (tên khai sinh là Roxane Josephine Hayward, sinh ngày 7 tháng 5 năm 1991) là một nữ diễn viên Nam Phi. Cô đã xuất hiện trong nhiều chương trình truyền hình Nam Phi, Anh và Mỹ bao gồm Leonardo (phim truyền hình) cho CBBC, Beaver Falls (phim truyền hình) cho E4 và Blood Drive (phim truyền hình) cũng như các phim truyện, bao gồm Death Race 3: Inferno, được sản xuất bởi Universal Pictures. 
Trong năm 2015, Hayward đóng vai Susanna White trong bộ phim Saint-and Strangers gồm hai phần của Nat Geo, được sản xuất bởi Sony Pictures Television, được công chiếu vào tháng 11 năm 2015. 

## Cuộc đời
Hayward được sinh ra ở Johannesburg, Nam Phi. Cô bắt đầu được đào tạo sân khấu ở tuổi lên sáu cùng với các bài học nhảy múa, ca hát và piano. Cô bắt đầu việc tập luyện đầu tiên của mình lúc 6 tuổi và sau đó tham gia quảng cáo truyền hình đầu tiên của cô. Sau khi tốt nghiệp trung học, Hayward bắt đầu học kịch, múa và nhạc kịch.

## Sự nghiệp
Năm 2002 khi Hayward 11 tuổi, cô được chọn tham gia chương trình truyền hình đầu tiên của mình. Hayward sau đó bắt đầu sự nghiệp diễn xuất trong bộ phim truyền hình của đài truyền hình CBC Jozi-H, trong đó cô đóng vai một thiếu niên trẻ tuổi, gặp rắc rối tên là Daphne, người được nhận vào Bệnh viện Đa khoa Johannesburg vì dùng thuốc quá liều. Hayward đã có vai trò khách mời trong Tập 9 của bộ truyện có tiêu đề 'Smile'. Bộ phim ra mắt vào năm 2006 và được chiếu trong một mùa. Một thời gian ngắn sau khi quay Jozi-H, Hayward xuất hiện trong Isbeso của SABC với vai một nạn nhân trẻ bị ngược đãi có tên Chloe.
Vào năm 2015, Hayward đã tham gia vào sự kiện điện ảnh gồm hai phần của NatGeo, được sản xuất bởi Sony và Little Engine Productions mang tên Saints and Strangers. Hayward đóng vai nhân vật lịch sử, Susanna White; một trong những phụ nữ trên chiếc Mayflower đến bờ Bắc của Massachusetts vào những năm 1600. Cô đóng cùng với Barry Sloane, Vincent Kartheiser, Anna Camp và Ron Livingston. 
Hayward đóng vai Mimi Kox trong loạt phim Grindhouse cho SyFy Network, Blood Drive. Bộ phim ra mắt trên truyền hình Mỹ vào tháng 6 năm 2017.